# Роберт Шиндел
Роберт Шиндел (на немски: Robert Schindel) е австрийски писател, автор на стихотворения, романи, разкази и есета.

## Биография
Роберт Шиндел е роден през 1944 г. в семейството на евреи-комунисти. След арестуването на родителите му, които се прикриват като елзаски чуждестранни работници, Роберт оцелява под името Роберт Зоел. Намира подслон в еврейската детска болница във Виена. Гледачката и медицинската сестра – евреи – възпрепятстват депортирането му в концлагерите Аушвиц и Терезиенщат. Баща му е убит през март 1945 г. в Дахау, а майка му оцелява в конлагерите Аушвиц и Равенсбрюк и през 1945 г. се завръща във Виена, където намира отново сина си.
От 1950 до 1954 г. Роберт учи в основно училище, а после във федералната реална гимназия във Виена. През 1959 г. напуска гимназията, „изключен е поради лошо поведение“ и започва обучение за книжар във виенското издателство „Гробус“, но прекъсва. Следват пътувания в Париж и Швеция, където между другото се препитава като мияч на чинии.
През 1967 г. успява да положи матура, следва в университета философия и два семестъра право, влиза в контакт с маоистки кръгове.
Като своя истински университет обаче Шиндел определя виенското „Кафене Хавелка“, в което се запознава с писателя Ханс Карл Артман и актьора Оскар Вернер. Става съосновател на изграденото по берлински образец студентско движение „Комуна Виена“ и на литературното списание „Хундсблуме“, където публикува поетическите си творби. През 1970 г. издава романа „Касандра“ („Kassandra“).
От 1986 г. Роберт Шиндел е писател на свободна практика.
Член е на Свободната академия на изкуствата в Хамбург и на Немската академия за език и литература в Дармщат. Основава първата държавна литературна институция в Австрия, която поощрява творческото писане – Института за езиково изкуство към университета за приложно изкуство, Виена и от 2009 г. преподава там като университетски лектор.

## Награди и отличия
- 1989: Förderpreis des Kulturkreises im Bundesverband der Deutschen Industrie
- 1991: Elias-Canetti-Stipendium der Stadt Wien
- 1992: „Австрийска държавна награда за литература“
- 1992: „Марбургска литературна награда“ (поощрение)
- 1992: Dr. Emil-Domberger-Literaturpreis der B’nai B’rith Européen
- 1993: „Награда Ерих Фрид“
- 1995/1996: Stadtschreiber von Klagenfurt
- 1997: DAAD-Stipendium in Berlin[4]
- 2000: „Награда Мьорике“
- 2003: „Литературна награда на Виена“
- 2005: „Награда Вили и Хелга Феркауф-Верлон“
- 2005: Silbernes Ehrenzeichen für Verdienste um das Land Wien
- 2007: „Награда Якоб Васерман“
- 2009: „Културна награда на провинция Горна Австрия“ (за литература)
- 2010: Poetik-Professur an der Universität Bamberg
- 2013: „Награда Йохан Беер“
- 2014: „Награда Хайнрих Ман“